# Zdzisław Kostrzewa
Pour les articles homonymes, voir Kostrzewa.
Zdzisław Kostrzewa  est un footballeur polonais né le 26 octobre 1955 à Wrocław et mort le 20 mai 1991 à Melbourne. Il évoluait au poste de gardien de but.

## Biographie

### En club
Zdzisław Kostrzewa remporte deux titres de champion de Pologne en 1977 et 1978 avec le Zagłębie Sosnowiec.
Au cours de sa carrière, il dispute un total de 182 matchs en première division polonaise. Il joue également six matchs en Coupe de l'UEFA, et deux matchs en Coupe des coupes.

### En équipe nationale
International polonais, il reçoit 3 sélections en équipe de Pologne entre 1978 et 1981.
Il joue son premier match en équipe nationale le 5 avril 1978 contre la Grèce en amical (victoire 5-2).
Le 19 novembre 1980, il joue son deuxième match, en amical contre l'Algérie (victoire 5-1).
Son troisième et dernier match en équipe nationale a lieu le 24 mai 1981, contre l'Irlande, une nouvelle fois en amical (victoire 3-0).
Il fait partie du groupe polonais qui atteint le second tour de la Coupe du monde 1978. Toutefois, lors du mondial organisé en Argentine, il ne joue aucun match.

## Carrière
- 1973-1975 :  Zagłębie Wałbrzych
- 1975-1979 :  Zagłębie Sosnowiec
- 1979-1984 :  Śląsk Wrocław
- 1984-1987 :  Ślęza Wrocław
- 1987-1988 :  Polonia Melbourne

## Palmarès
Avec le Zagłębie Sosnowiec :
- Champion de Pologne en 1977 et 1978
- Vainqueur de la Coupe de Pologne en 1977 et 1978